# Dimitri Szarzewski
Dimitri Szarzewski (pronunciación en francés: /dimiˈtʁi zaʁzɛfˈski/; nacido el 26 de enero de 1983 en Narbona, Francia) es un ex jugador de rugby francés, jugando actualmente para el Racing Metro 92 en el Top 14. Su posición habitual es la de hooker, y ha sido también incluido en la selección de rugby de Francia.
El primer club de Szarzewski fue AS Béziers Hérault donde jugó de 2002 a 2004. Jugó cinco partidos para Béziers durante la Copa Heineken 2002-2003, como un sustituto contra Calvisano, Neath RFC y Leicester durante el año 2002. Fue titular en los partidos contra Neath y Calvisano durante la parte 2003 del torneo.
La temporada posterior, Béziers jugó en la European Challenge Cup 2003-04, en oposición a la Heineken Cup. Volvió a ser titular contra Connacht, y marcó un try en el juego, así como jugar en los partidos contra Grenoble y Bath. En 2004 hizo su debut internacional con la selección nacional el 10 de julio, en un partido contra Canadá.
Jungó un partido con Francia durante el Torneo de las Seis Naciones 2005 contra Irlanda. Aunque no jugó ningún otro partido de ese año en el Seis Naciones, pero consiguió más caps con Francia con un partido contra Australia, así como en tests contra Australia y Sudáfrica. Esa temporada Szarzewski firmó con Stade Français, con quienes jugó cinco partidos durante la Copa Heineken 2005-2006.
Szarzewski jugó tres partidos durante el Torneo de las Seis Naciones 2006, jugando en los partidos contra Escocia, Inglaterra y Gales. Marcó un try en la victoria 21 a 16 sobre Gales. Stade Français llegó a semifinales del Top 14 2005-06, pero fueron derrotados por Stade Toulousain 12 puntos a 9. Fue posteriormente en el equipo de Francia para los tests de medio año contra Rumanía y los Springboks.
En 2015 es seleccionado para formar parte de la selección francesa que participa en la Copa Mundial de Rugby de 2015.
donde se proclama campeón del Top 14 francés en 2015-2016 al ganar la final que les enfrenta a Toulon por 29-21.
El 29 de mayo de 2019 anunció su retirada del rugby profesional.
Está casado con Florence y tiene un hijo llamado Hugo y una hija llamada Anna.